# Ulrich Noack (Historiker)
Ulrich Noack (* 2. Juni 1899 in Darmstadt; † 14. November 1974 in Würzburg) war ein deutscher Historiker und Hochschullehrer für Mittlere und Neuere Geschichte.

## Leben
Noack war der Sohn des Archäologen Ferdinand Noack. Er studierte Geschichte und Philosophie an der Friedrich-Wilhelms-Universität Berlin, wo er Friedrich Meinecke und Ernst Troeltsch hörte. Weiter studierte er an der Georg-August-Universität Göttingen und der Ludwig-Maximilians-Universität München. Studienaufenthalte führten ihn nach Rom und Cambridge. 1925 erfolgte die Promotion über Bismarcks Friedenspolitik und das Problem des deutschen Machtverfalls bei Meinecke und 1929 die Habilitation über Politik als Sicherung der Freiheit über den katholischen Geschichtsdenker John Dalberg-Acton (1929) an der Goethe-Universität Frankfurt. Noack gehörte zur Bekennenden Kirche und stand ab 1933 unter Publikationsverbot. Seit 1927 war er mit einer Norwegerin verheiratet und befasste sich mit nordischer Geschichte. 1937/38 vertrat Noack eine Professur an der Universität Halle und wurde kurz danach Dozent für nordische Geschichte, im Dezember 1942 apl. Professor an der Ernst-Moritz-Arndt-Universität Greifswald. Anfang Dezember 1939 traf Noack auf einer Buchausstellung in Oslo den damaligen Staatsrat Vidkun Quisling. Beide Herren unterhielten sich später eingehend über die politische und militärstrategische Lage. Quisling forderte den militärischen Angriff Deutschlands auf die Sowjetunion. Noack fasste Quislings Aussagen am 8. Dezember 1939 in einer ausführlichen Aktennotiz zusammen, um sie in Berlin durchzusetzen. Doch verlief dies ohne Ergebnis. Nach dem Attentat am 20. Juli 1944 wurde Noack sechs Wochen inhaftiert.
Ohne NSDAP-Mitgliedschaft galt Noack als unbelastet und erhielt 1946 eine ordentliche Professur für Mittlere und Neuere Geschichte an der Julius-Maximilians-Universität Würzburg, wo er Vorstand der Neueren Abteilung des Seminars für Mittlere und Neuere Geschichte der Philosophischen Fakultät wurde. Bereits 1946 trat er der Christlich-Demokratischen Union (CDU) in Greifswald bei, wechselte in Würzburg zur CSU über und gründete 1948 mit August Haußleiter den Nauheimer Kreis, der für ein neutrales und unbewaffnetes Deutschland eintrat und die später unter Konrad Adenauer beschlossene Westintegration und Wiederbewaffnung ablehnte. Als Dekan der Philosophischen Fakultät gehörte er 1948 dem Akademischen Senat der Universität Würzburg an. 1952 gründete er die Zeitschrift Welt ohne Krieg. Im Jahr 1951 wurde er aus der CSU ausgeschlossen, trat darauf der Gesamtdeutschen Volkspartei bei und war schließlich von 1956 bis 1960 Mitglied der FDP.
Seine zweite Frau ab 1952 war Marianne Noack geborene Buschette, seine vormalige Sekretärin.
In seinem wissenschaftlichen Werk bemühte sich Noack um eine neue Epochengliederung der Weltgeschichte in je 70 bzw. 210 Jahre, die ohne Akzeptanz blieb.
Angesichts der sowjetischen wie amerikanischen Interessen in Mitteleuropa schien Noack ein vereintes Deutschland nur als neutralisiert und entmilitarisiert unter internationaler Garantie beider Blöcke vorstellbar. Deutschland sollte als Barriere zwischen den Blöcken Frieden stiften und es mit seiner Bevölkerungsgröße, Wirtschaftskraft und Infrastruktur weltwirtschaftlich unterstützen. Die USA hielt Noack nach 1949 für friedensgefährdender als die UdSSR.

## Briefe 1951 bis 1972
Die Briefe Ulrich Noacks und die seiner Frau Marianne an Walter Schloß, den Gründer des Berliner Heidegger-Kreises, zeigen Ulrich Noack laut Ulfried Schaefer mit der Idee einer Neutralisierung und Entmilitarisierung Deutschlands für die Wiedervereinigung nicht nur als Kämpfer gegen Konrad Adenauer und zum Schluss für Willy Brandt, sondern auch als Kämpfer für eine Welt ohne Krieg. Aus den Briefen seien die Kontakte ersichtlich, welche die Noacks zur Gewinnung von Gleichgesinnten und auch zur finanziellen Unterstützung suchten. Sie dokumentieren den Grad der Zustimmung und Ablehnung, den Erfolg und Misserfolg, und ihre positive und negative Einstellung zu Parteien und Personen.

## Veröffentlichungen (Auswahl)
- Bismarcks Friedenspolitik und das Problem des deutschen Machtverfalls, Quelle & Meyer, Leipzig 1928.
- Politik als Sicherung der Freiheit, Habil.-Schrift, Frankfurt a. M. 1929, Schulte-Bulmke, Frankfurt a. M. 1947, 2. Aufl. 1960.
- Geschichtswissenschaft und Wahrheit. Nach den Schriften von John Dahlberg-Acton, dem Historiker der Freiheit 1834 - 1902, Schulte-Bulmke, Frankfurt a. M. 1935.
- Katholizität und Geistesfreiheit. Nach den Schriften von John Dalberg-Acton 1834 - 1902, Schulte-Bulmke, Frankfurt a. M. 1936.
- Das politische Ethos in der europäischen Diplomatie, Hoffmann u. Campe, Hamburg 1939.
- Geschichte der nordischen Völker, Oldenbourg, München/Berlin 1941.
- Deutschlands neue Gestalt in einer suchenden Welt, Schulte-Bulmke, Frankfurt a. M. 1946.
- Die Nauheimer Protokolle. Diskussionen über die Neutralisierung Deutschlands. Die ersten drei Tagungen des Nauheimer Kreises August, September, Dezember 1948, Selbstverlag, Würzburg 1950.
- Norwegen zwischen Friedensvermittlung und Fremdherrschaft. Verl. Auf-Bau der Mitte, Krefeld 1952.
- Geist und Raum in der Geschichte. Einordnung der deutschen Geschichte in den Aufbau der Weltgeschichte. Musterschmidt, Göttingen/Berlin/Frankfurt/Zürich 1961.
- Die glücklichere Möglichkeit als erkennbare Dimension der historischen Urteilsbildung. Kommentare zur Weltgeschichte. Verlag Welt ohne Krieg, Würzburg 1978.